# Giải Trân
Giải Trân (chữ Hán: 解珍; bính âm: Xiè Zhēn), ngoại hiệu Lưỡng Đầu Xà (chữ Hán: 兩頭蛇; tiếng Anh: Double-headed Serpent; tiếng Việt: Rắn hai đầu) là một nhân vật hư cấu trong tiểu thuyết văn học cổ điển Trung Hoa Thủy Hử. Giải Trân xếp thứ 34 trong 108 vị đầu lĩnh Lương Sơn Bạc và xếp thứ 34 trong 36 vị sao Thiên Cương, được sao Thiên Bạo Tinh (chữ Hán: 天暴星; tiếng Anh: Savage Star) chiếu mệnh.

## Xuất thân
Cùng em trai là Giải Bảo sống tại Đăng Châu, hai anh em họ Giải là thợ săn dưới núi Đăng Châu, các phường thợ săn đều tôn là bậc nhất. Thủy Hử mô tả Giải Trân thân cao bảy thước, mặt tía, lưng đỏ, vai rộng, eo gọn, sức mạnh tựa hổ. Cha mẹ mất sớm, chưa gia đình, người giỏi võ nghệ, chuyên dùng đinh ba với tên gọi là Hỗn Thiết Điểm Cang Cương Xoa.

## Gia nhập Lương Sơn Bạc

### Bị vu oan và được giải cứu khỏi ngục Đăng Châu
Nguyên tại phủ Đăng Châu, cọp beo rất nhiều, quấy hại dân lành. Quan phủ Đăng Châu truyền luyện phường thợ săn quanh núi Đăng Châu cần săn lùng ác thú, nộp đúng kỳ hạn. Trong một lần hai anh em Giải Trân, Giải Bảo săn lùng giết cọp theo lệnh quan, đã truy tầm dấu vết con cọp bị họ bắn tử thương và rơi xuống núi lọt vào gia trang họ Mao một đêm về sáng. Khi đến gia trang họ Mao, hai anh em đã bị chủ gia trang là Mao Thái Công đánh lừa bằng cách giữ họ lại ăn uống và nghỉ ngơi trong khi con trai của mình là Mao Trọng Nghĩa đem xác cọp lên phủ quan nhận thưởng. Quá tức giận vì bị lừa, hai anh em họ Giải đã đánh nhau với gia đinh họ Mao và bị bắt trói đưa lên phủ trị tội. Tại đây, để phòng ngừa tai họa về sau, gia đình họ Mao đã thông đồng với con rể Mao Thái Công là Vương Chánh cùng quan giữ ngục Bao Tiết Cấp giam hai anh em họ Giải vào tử lao chờ chém. May thay lúc đó, một người lính tên Nhạc Hoà, vốn có người chị lấy Tôn Lập là anh trai của Tôn Tân, chồng Cố Đại Tẩu, chị họ hai anh em họ Giải, tình cờ nói chuyện với hai anh em họ Giải, đã đồng ý đưa tin cầu cứu của hai anh em họ Giải đến Cố Đại Tẩu.
Để cứu Giải Trân, Giải Bảo, vợ chồng Tôn Tân đã mời hai chú cháu đầu đãng thảo khấu núi Đăng Vân là Trâu Uyên, Trâu Nhuận cùng Nhạc Hoà cướp ngục phủ Đăng Châu. Để có người bảo vệ trong trường hợp bị binh lính đuổi theo, vợ chồng Tôn Tân đề nghị mời Tôn Lập gia nhập. Sau khi nghe xong, Tôn Lập chối từ vì mình là Đề Hạt phủ Đăng Châu, không thể theo nhóm Tôn Tân mà cướp ngục phủ Đăng Châu nơi mình đang cai quản binh mã. Cố Đại Tẩu, Trâu Uyên, Trâu Nhuận đòi một phen quyết liều sống chết với Tôn Lập. Trong khi Tôn Lập chưa xiêu lòng, Cố Đại Tẩu hăm dọa giết vợ Tôn Lập là Nhạc Nương đang đứng kế bên chồng, rồi sẽ liều chết với Tôn Lập. Vì tình anh em, vì nghĩa vợ chồng, Tôn Lập đành theo. Cuộc cướp ngục thành công, hai anh em họ Giải được giải cứu, Trâu Uyên, Trâu Nhuận chém đầu Vương Chánh, Giải Bảo vung gông đập chết Bao Tiết Cấp và cả nhóm người lẫn lâu la đã kéo đến Mao gia trang thảm sát gia quyến họ Mao để trả thù cho việc vu oan hai anh em họ Giải.
Sau cuộc cướp ngục thành công này, hai anh em Giải Trân, Giải Bảo, vợ chồng Cố Đại Tẩu, Tôn Tân, hai chú cháu Trâu Uyên, Trâu Nhuận, vợ chồng Tôn Lập đã theo về và gia nhập Lương Sơn Bạc.

## Sau khi gia nhập Lương Sơn Bạc

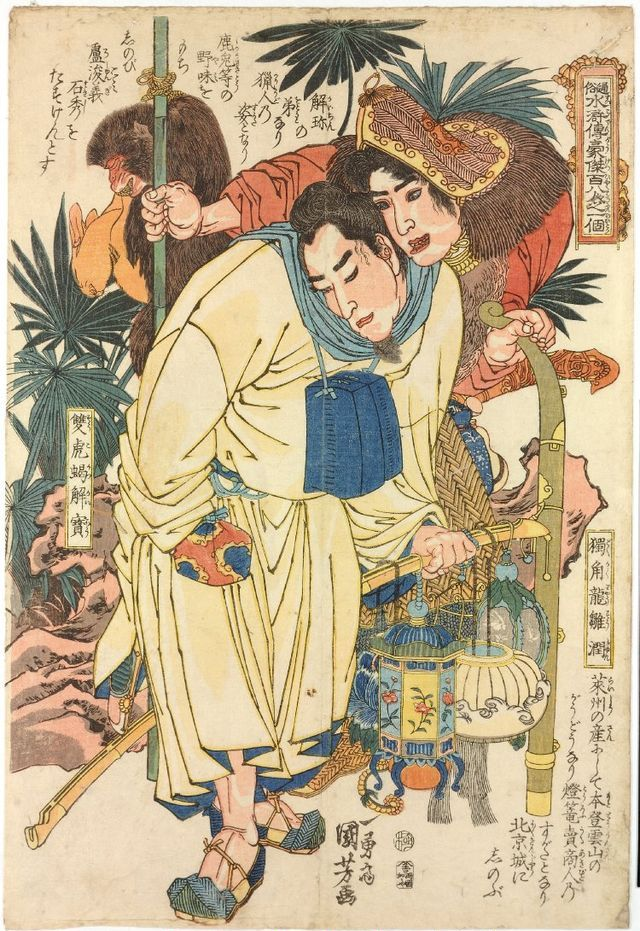
Hồi 65 - Trâu Nhuận (trước) giả làm người bán đèn và Giải Trân (sau cầm gậy) giả làm thợ săn tại trận Thúy Vân Lâu - đốt miếu Thành Hoàng

### Trận Chúc Gia Trang - làm nội ứng
Tại hồi 49, Giải Trân đã góp công vào việc đánh hạ Chúc Gia Trang qua sự kiện cùng Tôn Lập và nhóm đầu lĩnh Lương Sơn Bạc cải trang làm lính triều Tống vào Chúc Gia Trang làm nội ứng, từ trong đánh ra và với Tống Giang thống lĩnh quân Lương Sơn Bạc từ ngoài đánh vào, dẫn đến việc Chúc Gia Trang bị hạ ngay sau đó.

### Trận Hoa Châu - chém đầu Hạ Thái Thú
Tại hồi 58, để giải cứu Sử Tiến và Lỗ Trí Thâm bị bắt giữ tại Hoa Châu , Tống Công Minh cùng các vị đầu lĩnh Lương Sơn Bạc giả dạng đoàn người Thái úy đến Hoa Châu để đánh úp Hạ Thái thú. Giải Trân, Giải Bảo, Thạch Tú, Dương Hùng giả làm Ngu Hầu và khi được phát lệnh, Giải Trân, Giải Bảo vung gươm chém đầu Hạ Thái thú, cùng các vị đầu lĩnh khác tiêu diệt lực lượng Hạ Thái thú và giải cứu Sử Tiến, Lỗ Trí Thâm.

### Trận Thúy Vân Lâu - đốt miếu Thành Hoàng
Tại hồi 65, trong cuộc đánh thành Đại Danh (大名城)  để giải cứu Lư Tuấn Nghĩa và Thạch Tú, Giải Trân cùng Giải Bảo giả làm thợ săn trà trộn vào thành Đại Danh để đợi đến đúng thời cơ khi quân Lương Sơn Bạc nổi lửa đánh thành, cùng cướp ngục và giải cứu Lư Tuấn Nghĩa, Thạch Tú. Đêm Nguyên Tiêu, Giải Trân cùng các đầu lĩnh Lương Sơn Bạc khác đánh phá trong thành dẫn đến việc giải cứu thành công Lư Tuấn Nghĩa, Thạch Tú.

### Trận Tăng Đầu Thị - chém Tăng Sách
Tại hồi 67, trong trận Tăng Đầu Thị, khi Sử Văn Công mưu đánh úp trại Tống Giang bị thất bại, một trong Tăng Gia Ngũ Hổ là Tăng Sách trên đường chạy trốn, vì lúng túng trong đêm tối mà bị Giải Trân đâm một nhát xoa (đinh ba) té nhào xuống ngựa chết ngay tại trận

## Chức vụ
Khi phân định ngôi thứ ở Lương Sơn Bạc, Giải Trân xếp thứ 34 trong 108 vị đầu lĩnh Lương Sơn Bạc và xếp thứ 34 trong 36 vị sao Thiên Cương, chức Bộ Quân Đầu Lĩnh (步軍頭領), là một trong những đầu lĩnh chuyên cai quản bộ binh trong quân Lương Sơn Bạc.

## Sau khi chiêu an và tử trận
Sau khi nhận chiêu an, Giải Trân cùng các đầu lĩnh Lương Sơn Bạc tham gia các chiến dịch bình quân Liêu, các lực lượng khác chống đối triều đình nhà Tống.
Tại hồi 116, trong chiến dịch bình Phương Lạp, tại trận tấn công cửa ải đèo Ô Long , do sự phòng giữ chặt chẽ cửa ải của quân Phương Lạp, hai anh em họ Giải xung phong cải trang làm thợ săn trèo lên đỉnh đèo đốt lửa khiến quân Phương Lạp sợ mà bỏ ải chạy. Khi đang leo trên vách núi, quân Phương Lạp phát hiện ra hai người và dự định bắt sống hai anh em bằng câu liêm. Bị câu liêm dính vào tóc và kéo lên, Giải Trân cắt đứt cán câu liêm và rơi xuống vực tan xương thịt nát. Giải Bảo nhoài người lui xuống liền bị quân Phương Lạp quăng đá bắn tên chết thảm cùng anh.
Sau khi giết 2 anh em họ Giải, tướng Phương Lạp là Thạch Bảo sai quân xuống cửa ải chặt thủ cấp Giải Trân và Giải Bảo bêu trên đèo Ô Long khiêu khích quân Lương Sơn Bạc. Vì muốn cướp thủ cấp 2 anh em họ Giải, Tống Giang mắc mưu Thạch Bảo và suýt thiệt mạng. May nhờ Ngô Dụng đề phòng, đã cùng các đầu lĩnh Lương Sơn Bạc cứu nguy Tống Giang và binh quân Lương Sơn Bạc.
Tại hồi 119, khi ban thưởng và sắc phong các đầu lĩnh Lương Sơn Bạc sau chiến dịch bình Phương Lạp, là một trong 14 chánh tướng tử trận, Giải Trân được sắc phong tước là Trung Vũ Lang (忠武郎 | Martial Gentleman of Loyalty).

## Trong Đãng Khấu Chí
Tại hồi 40, quân Viên Tý nhờ Ngụy Phụ Lương và Chân Đại Nghĩa làm nội gián, bày liên hoàn kế lấy được Duyễn Châu. Loan Đình Phương theo kế đến trại Phi Hổ nơi hai anh em họ Giải đồn binh đều Giải Bảo và một nửa quân đi cứu hang Mại Lý. Sau đó chém chết Giải Trân. Giải Bảo cũng bị Chúc Vạn Niên bắn chết cùng một ngàn quân ở phía nam hang Mại Lý.
Tính riêng trận công hạ Duyễn Châu của trại Viên Tý, quân Lương Sơn đã bị chém đầu 11 người là Tôn Lập, Tôn Tân, Cố Đại Tẩu, Giải Trân, Giải Bảo, Dương Hùng, Thạch Tú, Đỗ Hưng, Trâu Uyên, Trâu Nhuận, Nhạc Hòa. Đây có thể coi là sự trả thù tàn ác mà tác giả đã giành cho những người gây họa cho Chúc Gia Trang trong Thủy Hử.